# Boleslav III. (Böhmen)
Boleslav III., der Rote, tschechisch: Boleslav III. Ryšavý (* vor 999; † 1037 in Polen) war von 999 bis 1002 Herzog von Böhmen aus der Dynastie der Přemysliden.

## Leben
Boleslav III. war der älteste Sohn von Boleslav II. Bald nach der Übernahme der Herrschaft geriet er in Konflikt mit seinen Brüdern Jaromír und Oldřich, die vor ihm nach Regensburg flohen. Da sich sein Gefolge Mitte 1002 gegen ihn erhob, suchte er Hilfe, zuerst beim Markgrafen des Nordgaues Heinrich, später beim ersten Polenkönig Bolesław I. Chrobry, mit dessen Hilfe er Jaromír verdrängte und kurzzeitig 1003 nochmals an die Macht kam.
Nach einem neuen Aufstand seines Gefolges (nach der Ermordung seines Schwiegersohnes) wurde er vom polnischen König Bolesław I. Chrobry (später in Böhmen der Boleslav IV.) gefangen genommen, nach Krakau gebracht und dort geblendet. Er starb 1037 in Gefangenschaft.